# Dulux

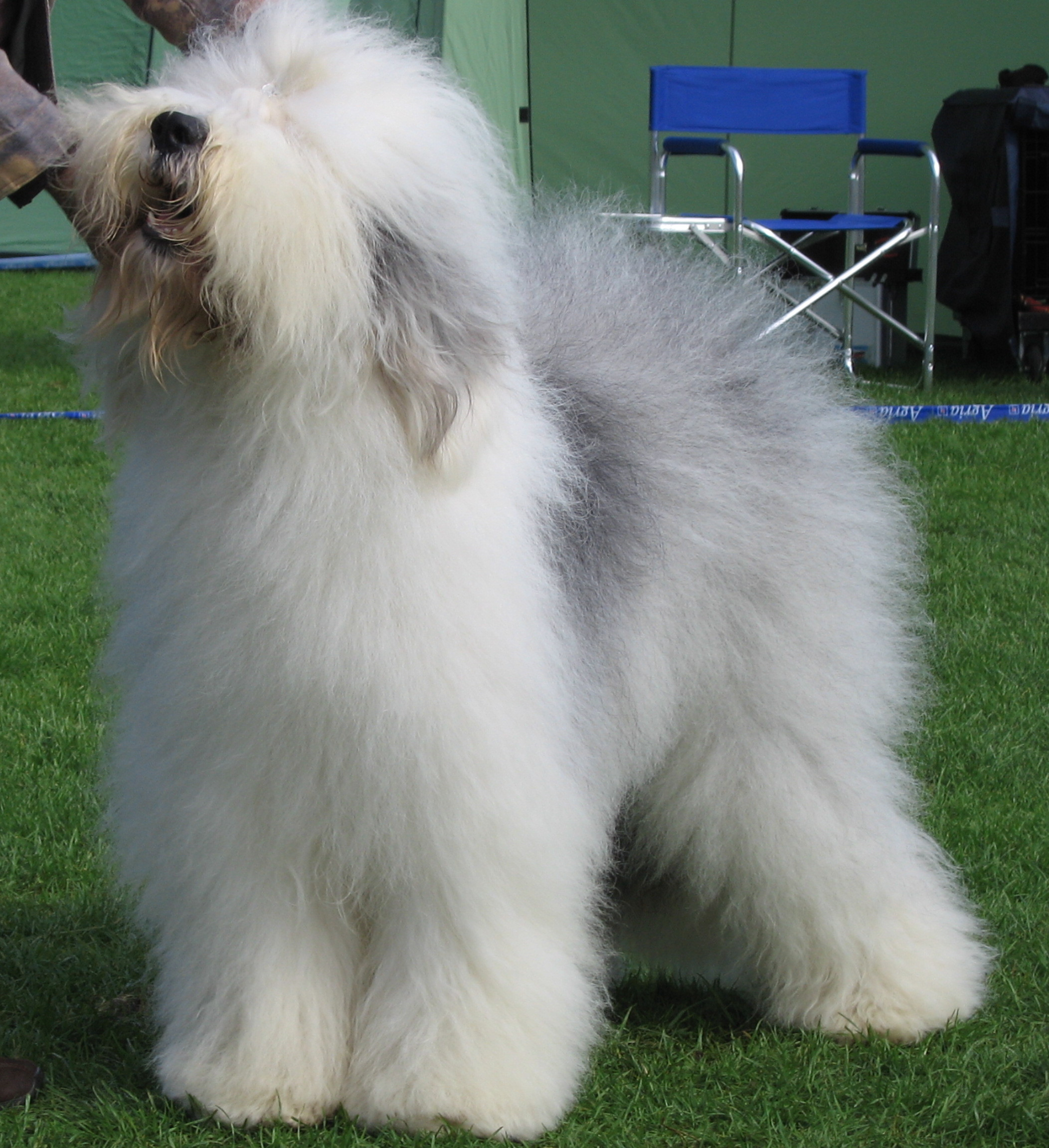
Owczarek staroangielski wykorzystywany w reklamach marki Dulux

Dulux – międzynarodowa marka farb emulsyjnych, akrylowych, lateksowych, impregnatów oraz lakierów, jej nazwa wywodzi się od farby Dulux opracowanej w 1932 roku na drodze współpracy Imperial Chemical Industries oraz DuPont. Obecnie właścicielem marki jest grupa AkzoNobel.

## Dulux na świecie
Produkty marki Dulux są sprzedawane w ponad 100 państwach na świecie. W 1986 roku Dulux jako pierwszy producent farb wprowadził emulsję dostosowaną do nakładania za pomocą wałka malarskiego (wcześniej emulsjami malowano wyłącznie pędzlem).
W Polsce Dulux działa od 1997 roku. W 2007 roku Dulux został laureatem Budowlanej Marki Roku w kategorii „Farby wewnętrzne”, w 2008 roku zaś w kategorii „Lakiery do drewna”. Dzięki zastosowaniu mieszalnika Dulux możliwe jest uzyskanie ok. 4500 kolorów. Malowanie stało się łatwiejsze również dzięki wprowadzeniu w 2000 roku pierwszych na polskim rynku gotowych emulsji kolorowych do ścian i sufitów – w tym m.in. Dulux Once. W 2002 roku Dulux wprowadził kolekcji Dulux® Kolory Świata, która od tego czasu jest jedną z najlepiej sprzedających się emulsji gotowych w Polsce.
W roku 2015 Dulux wprowadził pierwszą farbę z technologią hydrofobową – Dulux EasyCare. Dzięki specjalnej powłoce, farba Dulux EasyCare odpycha wodę oraz inne płynne zabrudzenia, nie pozwalając im przeniknąć w głąb powierzchni. Dulux wprowadził również aplikację Dulux Visualizer, która jest przeznaczona na urządzenia mobilne i pozwala zobaczyć, jak ściany pomieszczeń będą prezentowały się w nowym kolorze bez malowania. Aplikacja ta jest przykładem implementacji reguł rozszerzonej rzeczywistości.

## Dulux Decorator Centrum
W Wielkiej Brytanii istnieje sieć blisko 190 sklepów o nazwie Dulux Decorator Centrum. W Polsce sieć sklepów patronackich nosi nazwę Dulux Centrum Malarskie. W 2013 roku powstał setny sklep sygnowany tą marką.

## Pies Dulux
Maskotką farb Dulux jest owczarek staroangielski. Pies został wprowadzony do kampanii reklamowych w 1963 roku. Jest kojarzony z tą marką i zamiast nazwy „owczarka” nazywany jest „psem Dulux”. Pierwszym psem wykorzystywanym do reklam był Shepton Dash, który pełnił tę rolę przez osiem lat. Jego następcą został Fernville Lord Digby. Wszystkie psy, które były wykorzystywane w reklamach były czempionami, a pięć z nich wygrało nagrody w konkursie Best of Show.

## Akcje prospołeczne marki Dulux
Marka jest inicjatorem Dulux Let’s Colour, akcji, która angażuje społeczności w malowaniu murów i budynków miejskich. Akcja odbywała się m.in. w Brazylii, Francji, Indiach, RPA, Holandii, Turcji i Wielkiej Brytanii. W Polsce od 2011 miały miejsce 4 edycje akcji. Internauci sami mogą zgłaszać lokalizacje, które mają zostać pomalowane. Miejscami eventów były jak do tej pory takie miasta, jak Wrocław, Kraków, Warszawa, Sopot, Poznań, Opole, Toruń, Augustów i Wałbrzych.
Z inicjatywy marki Dulux oraz AkzoNobel prowadzony jest również ColourFutures. Projekt ten w oparciu o opinie ekspertów przedstawia prognozy na temat trendów malarskich i najmodniejszych kolorów. Konsekwencją projektu jest coroczny wybór Koloru Roku. W 2015 Kolorem Roku został Miedziany Oranż.

## O AkzoNobel
Dulux jest częścią AkzoNobel, międzynarodowego przedsiębiorstwa, działającego w przemyśle chemicznym oraz będącego producentem farb i powłok. Akzonobel działa w 60 krajach na całym świecie. Markami AkzoNobel są: Dulux, Sadolin, Hammerite, Sikkens, Nobiles.